# IC 275/1
IC 275/1 је галаксија у сазвијежђу Персеј која се налази на листи објеката дубоког неба у Индекс каталогу.
Деклинација објекта је + 44° 21' 1" а ректасцензија 3h 0m 55,7s. Привидна величина (магнитуда) објекта IC 275 износи 16,3 а фотографска магнитуда 17,3. IC 2751 је још познат и под ознакама 5ZW 309, PGC 11389.